# Playahitty
Playahitty – włoski zespół eurodance, działający w latach 90. XX wieku. Najbardziej znany z singli "The Summer is Magic" i " 1-2-3! (Train with Me)". Producentem był Emanuele Asti a wokalistką Giovanna Bersola. Grupa zakończyła działalność w 1998 roku.

## Single
- 1994 "The Summer is Magic"
- 1995 "1-2-3! (Train with Me)"
- 1996 "I Love the Sun"
- 1997 "Another Holiday"
- 1998 "The Man I Never Had"
- 2008 "The Summer is Magic 2008"